# Yahima Ramirez
Yahima Ramirez (ur. 10 października 1979 w Hawanie) – urodzona na Kubie, kubańska i portugalska judoka, startująca w kategorii do 78 kg. Zdobyła złoty medal na Igrzyskach Luzofońskich w 2009 roku i brąz na Mistrzostwach Europy w Judo w 2008 roku. Obie te imprezy odbyły się w Lizbonie.